# Friera (Sobrado)
Friera es una localidad del municipio leonés de Sobrado, en la Comunidad Autónoma de Castilla y León. 
La iglesia está dedicada a La Asunción.

## Localidades limítrofes
Confina con las siguientes localidades:
- Al noreste con Requejo.
- Al este con Valiña.
- Al sureste con El Carril y La Barosa.
- Al sur con Cancela.
- Al oeste con Sobrado.

## Demografía
Evolución de la población
| Gráfica de evolución demográfica de Friera entre 2000 y 2017       |
|                                                                    |
| Población de derecho (2000-2017) según el padrón municipal del INE |

## Historia
Así se describe a Friera en el tomo VIII del Diccionario geográfico-estadístico-histórico de España y sus posesiones de Ultramar, obra impulsada por Pascual Madoz a mediados del siglo XIX:

Lugar en la provincia de León (19 leguas), partido judicial de Villafranca del Bierzo, abadía de este mismo nombre, diócesis de Astorga (12 ½), audiencia territorial y capitanía general de Valladolid (36), ayuntamiento de Cabarcos; Situado en las márgenes de los ríos Sil y Selmo; su clima es templado y sano, pues solo se padecen comúnmente algunas tercianas. Tiene 27 casas divididas en 2 barrios; iglesia parroquial (Santa María) matriz de Requejo y Carril, servida por un cura de ingreso y presentación de la abadía, y una fuente de buenas aguas para consumo del vecindario. Confina N Sobrado; E Requejo; S río Sil, y O Aguiar, a ¾ de legua el más distante. El terreno es de mala calidad, y le fertilizan algún tanto los mencionados ríos Selmo y Sil. Los caminos son locales; recibe la correspondencia de Villafranca por peatón. Producciones: vino, centeno, alubias, patatas, castañas y pastos; cría ganado vacuno, lanar y de cerda; caza de perdices y pesca de truchas y anguilas. Industria: varios molinos harineros. Población: 22 vecinos, 117 almas. Contribución: con el ayuntamiento.
Diccionario geográfico-estadístico-histórico de España y sus posesiones de Ultramar